# 焦碳酸二乙酯
焦碳酸二乙酯（英語：Diethyl pyrocarbonate，缩写DEPC），分子式C6H10O5，在生物实验室中被用来灭活水和实验用具上的核糖核酸酶。其原理是共价修饰組氨酸（最强）、赖氨酸、半胱氨酸和酪氨酸残基。
水一般用0.1%DEPC在37°C下处理至少2小时，然后灭菌至少15分钟以灭活残留的DEPC。